# Продаја Аљаске
Продаја Аљаске (рус. продажа Аляски, енгл.  — „Куповина Аљаске”) је била америчка аквизиција Аљаске од Руске империје. Аљаска је званично пребачена Сједињеним Државама 18. октобра 1867. године, споразумом који је ратификовао Сенат Сједињених Држава.
Русија је успоставила присуство у Северној Америци током прве половине 18. века, али се мали број Руса икада настанио на Аљасци. После Кримског рата, руски цар Александар II почео је да истражује могућност продаје Аљаске, коју би било тешко одбранити у било ком будућем рату од освајања руског главног ривала, Велике Британије. Након завршетка Америчког грађанског рата, амерички државни секретар Вилијам Сјуард је почео са преговорима са руским министром Едуардом де Стеклом за куповину Аљаске. Сјуард и Стекл су се остварили договор 30. марта 1867. године, а Сенат Сједињених Држава је споразум ратификовао великом већином.
Куповина је додала 1.518.800 km2 (586.412 sq mi) нове територије Сједињеним Државама за цену од 7,2 милиона долара. Узимајући у обзир инфлацију, цена у 2024. години би била 162 милиона долара или 1,12 долара по хектару. Реакције на куповину у Сједињеним Државама биле су углавном позитивне, јер су многи веровали да ће поседовање Аљаске послужити као база за проширење америчке трговине у Азији. Неки противници су ту куповину означили као „Сјуардова глупост“ (енгл. Seward's Folly), или „Сјуардова ледара“ (енгл. Seward's Icebox), јер су тврдили да су Сједињене Државе стекле бескорисно земљиште. Скоро сви руски досељеници напустили су Аљаску након куповине; Аљаска је остала слабо насељена све док није почела златна грозница у Клондајку 1896. године. 
Првобитно организована као Аљаски департман (енгл. Department of Alaska), област је преименована 1884. године у Аљаски дистрикт (енгл. District of Alaska), а 1912. г. у Аљаску територију (енгл. Territory of Alaska), пре него што је постала модерна Држава Аљаска 1959. године.

## Историја
Руску Америку су населили промишленици, трговци и ловци на крзно који су се проширили кроз Сибир. На Аљаску су стигли 1732. године, а 1799. године Руско-америчка компанија (РАЦ) добила је повељу за лов на крзно. Колонија није основана, али је Руска православна црква слала мисионаре домороцима и градила цркве. Око 700 Руса спроводило је суверенитет на територији која је дупло већа од Тексаса.  Године 1821, цар Александар I је издао едикт којим је прогласио суверенитет Русије над северноамеричком обалом Пацифика северно од 51. северне паралеле. Едикт је такође забранио страним бродовима да приђу на 100 италијанских миља (115 миља или 185 км) руске тврдње. Амерички државни секретар Џон Квинси Адамс оштро је протестовао против едикта, који је потенцијално угрозио и трговину и експанзивне амбиције Сједињених Држава. Тражећи повољне односе са САД, Александар је пристао на Руско-амерички уговор из 1824. године. У споразуму је Русија ограничила своја потраживања на земље северно од 54°40′ СГШ, а такође је пристала да отвори руске луке за америчке бродове. 
До 1850-их година популација од некада 300.000 морских видра била је скоро изумрла, а Русији је био потребан новац након пораза од Француске и Британије у Кримском рату. Калифорнијска златна грозница показала је да би, ако би се злато открило на Аљасци, Американци и Британци Канађани надјачали руско присуство у ономе што је један научник касније описао као „Сибирски Сибир“.  Међутим, главни разлог за продају је тај што би британске снаге са седиштем у суседној Канади лако освојиле колонију која је тешко одбрањива у било ком будућем сукобу, а Русија није желела да види свог главног ривала одмах преко пута Беринговог мора. Стога је цар Александар II одлучио да прода територију. Руска влада је расправљала о том предлогу 1857. и 1858.  и понудила је продају територије Сједињеним Државама, надајући се да ће њено присуство у региону нарушити планове Британије. Међутим, договор није постигнут, јер је ризик од Америчког грађанског рата био горући проблем у Вашингтону.  
Велики кнез Константин, млађи брат цара, почео је да врши притисак на предају Руске Америке Сједињеним Државама 1857. Он је то навео у меморандуму министру спољних послова Александру Горчакову
we must not deceive ourselves and must foresee that the United States, aiming constantly to round out their possessions and desiring to dominate undividedly the whole of North America will take the afore-mentioned colonies from us and we shall not be able to regain them.
Константиново писмо је приказано његовом брату, цару Александру II, који је на насловној страни написао „ова идеја вредна разматрања“.  Међу присталицама Константиновог предлога да се одмах повуче из Северне Америке били су адмирал Јевфимиј Путјатин и руски министар у Сједињеним Државама Едуард де Штекл. Горчаков се сложио са неопходношћу напуштања Руске Америке, али се залагао за постепени процес који води њеној продаји. Присталицу је нашао у министру морнарице и бившем главном директору Руско-америчке компаније Фердинанду фон Врангелу. Врангел је тражио да се неки приходи уложе у економски развој Камчатке и басена Амура.  Цар је на крају стао на страну Горчакова, одлучивши да одложи преговоре до краја дозволе Руско-америчке компаније, која је истицала 1861.
Током зиме 1859–1860, Штекл је одржао састанке са званичницима Сједињених Држава, иако је добио инструкције да не покреће разговоре о продаји имовине Руско-америчке компаније. Комуницирајући првенствено са помоћником државног секретара Џоном Еплтоном  и сенатором из Калифорније Вилијамом М. Гвином , Стоекл је известио о интересовању Американаца за преузимање Руске Америке. Док је председник Џејмс Бјукенен држао ова саслушања неформалним, обављене су припреме за даље преговоре.  Штокл је известио о разговору у којем је „у пролазу“ питао коју цену би америчка влада могла да плати за руску колонију, а сенатор Гвин је одговорио да би „могли да иду и до 5.000.000 долара“, што је Горчаков сматрао превише ниским. Штекл је о томе обавестио Еплтона и Гвина, који је рекао да би његове колеге из Конгреса у Орегону и Калифорнији подржале већу суму. Бјукененово све непопуларније председништво приморало је да се ово питање одложи до нових председничких избора. Са предстојећим Америчким грађанским ратом, Штекл је предложио обнову повеље Руско-америчког компанији. Две њене луке требало је да буду отворене за стране трговце, а комерцијални споразуми са Перуом и Чилеом требало би да буду потписани како би дали "свежи потрес" компанији. 
Русија је наставила да види прилику да осла би британску моћ тако што ће Британску Колумбију, укључујући базу Краљевске морнарице у Есквималту, опколити или припојити америчком територијом.  После победе Уније у грађанском рату 1865. године, цар је дао инструкције Штеклу да поново уђе у преговоре са Вилијамом Х. Сјуардом почетком марта 1867. године. Председник Ендру Џонсон био је заузет преговорима о реконструкцији, а Сјуард се удаљио од бројних републиканаца, па су обојица веровали да ће куповина помоћи да се скрене пажња са домаћих питања.  Преговори су завршени после целоноћне седнице потписивањем уговора у 04:00 30. марта 1867.  са купопродајном ценом од 7,2 милиона долара ( 162 долара милиона у 2024 ), или око 2 цента по јутру (4,74 УСД/км 2 ).  

## Америчко власништво
Назив "Аљаска" су одабрали Американци, од алеутске речи, аласхка или алаесксу, што значи "велика земља"  или "копно".  У руско доба, назив се користио за полуострво Аљаска.
Сјуард и многи други Американци веровали су да ће Азија постати важно тржиште за производе ове земље и очекивали су да ће Аљаска послужити као база за америчку трговину са Азијом и глобално и за америчку моћ на Пацифику. Док се слагао са Сјуардом о предностима трговине, сенатор Чарлс Самнер је био необичан у очекивању да ће територија сама по себи бити вредна; проучивши записе истраживача, веровао је да се у њему налазе вредне животиње и шуме. Он је аквизицију упоредио са савременим европским колонијализмом, као што је француско освајање Алжира.   Као председник Комитета за спољне послове, спонзорисао је нацрт закона о преузимању територије. Сјуард је у обраћању нацији рекао да Руси процењују да на Аљасци живи око 2.500 Руса и оних мешовитог порекла (то јест, отац Рус и мајка домороткиња), и 8.000 домородаца, укупно око 10.000 људи под директном управом руске компаније за крзно, и вероватно 50.000 Инуита и домородаца Аљаске који живе ван њене јурисдикције. Руси су били насељеени на 23 трговачка места, смештена на приступачним острвима и приобалним местима. На мањим станицама, само четворица или петорица Руса је било стационирано да покупе крзно од домородаца за складиштење и отпрему када су стигли чамци компаније да га однесу. Постојала су два већа града. Нови Архангелск, који се сада зове Ситка, основан је 1804. године да би се бавио вредном трговином кожама морске видре и 1867. године јеобухватао 116 малих брвнара са 968 становника. Свети Павле на острвима Прибилоф имао је 100 домова и 283 људи и био је центар индустрије фокиног крзна.  Споразум је усвојен у Сенату Сједињених Држава са 37 гласова за наспрам 2 против. 

### Јавно мњење фаворизује куповину
Многи Американци су 1867. веровали да је процес куповине корумпиран,  али В. Х. Дал је 1872. написао да „нема сумње да осећања већине грађана Сједињених Држава иду у прилог њој“.  Идеја да је куповина била непопуларна међу Американцима један научник је 120 година касније написао да је, „један од најјачих историјских митова у америчкој историји. Опстаје упркос убедљивим доказима који говоре супротно и напорима најбољих историчара да га разбију“, вероватно делимично зато што се уклапа у поглед америчких и аљаских писаца на територију као удаљену и испуњену самодовољним пионирима. 
Већина новина је подржала куповину или је била неутрална.  Преглед десетина савремених новина нашао је општу подршку за куповину, посебно у Калифорнији; већина од 48 великих новина подржала је куповину.   Јавно мњење није било универзално позитивно; некима је куповина била позната као „Сјуардова лудост“, „Валрусија“,  или „Сјуардова ледена кутија“. Уредници су тврдили да је новац пореских обвезника бачен на „врт поларног медведа“. Без обзира на то, већина уредника новина је тврдила да ће САД вероватно имати велике економске користи од куповине; пријатељство са Русијом било је важно; и то би олакшало аквизицију Британске Колумбије.     Четрдесет пет посто подржавајућих новина је у својој подршци навело повећан потенцијал за анексију Британске Колумбије,  а Њујорк тајмс је навео да би, у складу са Сјуардовим разлогом, Аљаска повећала америчку трговину са источном Азијом. 
Главне урбане новине које су се противиле куповини биле су Њујок трибјун, које је издавао противник Сјуарда, Хорас Грилеј. Контроверза око Реконструкције која је у току проширила се и на друге акте, као што је куповина Аљаске. Неки су се противили да Сједињене Државе добију своју прву несуседну територију, видећи је као колонију; други нису видели потребу да плаћају за земљу коју су очекивали да ће земља добити кроз Манифест судбине.  Историчар Елис Паксон Оберхолцер сажео је мишљење мањине неких уредника америчких новина који су се противили куповини: 
Already, so it was said, we were burdened with territory we had no population to fill. The Indians within the present boundaries of the republic strained our power to govern aboriginal peoples. Could it be that we would now, with open eyes, seek to add to our difficulties by increasing the number of such peoples under our national care? The purchase price was small; the annual charges for administration, civil and military, would be yet greater, and continuing. The territory included in the proposed cession was not contiguous to the national domain. It lay away at an inconvenient and a dangerous distance. The treaty had been secretly prepared, and signed and foisted upon the country at one o'clock in the morning. It was a dark deed done in the night… The New York World said that it was a "sucked orange." It contained nothing of value but furbearing animals, and these had been hunted until they were nearly extinct. Except for the Aleutian Islands and a narrow strip of land extending along the southern coast the country would be not worth taking as a gift… Unless gold were found in the country much time would elapse before it would be blessed with Hoe printing presses, Methodist chapels and a metropolitan police. It was "a frozen wilderness."— Oberholtzer
Церемонија преноса обављена је у Ситки 18. октобра 1867. године. Руски и амерички војници су парадирали испред губернаторове куће; руска застава је спуштена, а америчка подигнута уз плотуне артиљерије.
Опис догађаја објављен је у Финској шест година касније. Написао га је ковач по имену Томас Алунд, који је био ангажован да ради у Ситки: 
We had not spent many weeks at Sitka when two large steam ships arrived there, bringing things that belonged to the American crown, and a few days later the new governor also arrived in a ship together with his soldiers. The wooden two-story mansion of the Russian governor stood on a high hill, and in front of it in the yard at the end of a tall spar flew the Russian flag with the double-headed eagle in the middle of it. Of course, this flag now had to give way to the flag of the United States, which is full of stripes and stars. On a predetermined day in the afternoon, a group of soldiers came from the American ships, led by one who carried the flag. Marching solemnly, but without accompaniment, they came to the governor's mansion, where the Russian troops were already lined up and waiting for the Americans. Now they started to pull the [Russian double-headed] eagle down, but—whatever had gone into its head—it only came down a little bit, and then entangled its claws around the spar so that it could not be pulled down any further. A Russian soldier was therefore ordered to climb up the spar and disentangle it, but it seems that the eagle cast a spell on his hands, too—for he was not able to arrive at where the flag was, but instead slipped down without it. The next one to try was not able to do any better; only the third soldier was able to bring the unwilling eagle down to the ground. While the flag was brought down, music was played and cannons were fired off from the shore, and then, while the other flag was hoisted, the Americans fired off their cannons from the ships equally many times. After that American soldiers replaced the Russian ones at the gates of the fence surrounding the Kolosh [i.e. Tlingit] village.
Након што је транзиција заставе завршена, капетан 2. ранга Алексеј Алексејевич Пешчуров је рекао: „Генерал Русо, по овлашћењу Његовог Величанства, цара Русије, преносим у Сједињене Државе територију Аљаске. Генерал Ловел Русо је прихватио територију. (Пешчуров је послат у Ситку као комесар руске владе за пренос Аљаске. ) Известан број утврђења, блокова и дрвених зграда предати су Американцима. Трупе су заузеле касарне; генерал Џеферсон Ц. Дејвис је успоставио своју резиденцију у гувернеровој кући, а већина руских грађана је отишла кући, остављајући неколико трговаца и свештеника који су одлучили да остану.  

## Последице
Након преноса власти, један број руских држављана је остао у Ситки, али су скоро сви врло брзо одлучили да се врате у Русију, што је ипак било могуће о трошку Руско-америчке компаније. Алундова прича „поткрепљује друге извештаје о церемонији трансфера, и ужаснутост коју су осетили многи Руси и креолци, без посла и у оскудици, због побуњених трупа и цивила са оружјем који су гледали на Ситку као само још једно насеље на западној граници. Алунд даје живописан приказ о томе какав је живот био за цивиле у Ситки под америчком влашћу и помаже да се објасни зашто једва да је било који руски поданик желео да остане тамо. Штавише, Алундов чланак је једини познати опис повратног путовања на Крилатој стрели, броду који је посебно купљен за транспорт Руса назад у њихову родну земљу. „Пренатрпано пловило, са члановима посаде који су се напили у свакој луци, мора да је учинило путовање незаборавним. Алунд помиње заустављања на Сендвичким (Хавајским) острвима, Тахитију, Бразилу, Лондону и на крају Кронштат,у лукци Санкта Петербург,а где су стигли 28. августа 1869. 
Амерички досељеници који су делили Самнерово веровање у богатство Аљаске пожурили су на ту територију, али су открили да је потребан велики капитал за експлоатацију њених ресурса, од којих су многи такође били ближе тржиштима у непрекинутим Сједињеним Државама. Већина их је убрзо отишла, а до 1873. године, популација Ситке је опала са око 2.500 на неколико стотина.  Сједињене Државе су стекле површину која је дупло већа од Тексаса, али тек након велике златне грознице у Клондајку 1896. године, Аљаска је генерално почела да се посматра као вредан додатак америчкој територији.
Лов на фоке био је један од главних разлога који су подстакли Сједињене Државе да купе Аљаску. Обезбеђивао је знатан приход од закупа привилегије лова на фоке, износ који је заправо био већи од цене плаћене за Аљаску. Од 1870. до 1890. године, лов на фоке је давао 100.000 кожа годишње. Компанија којој је администрација рибарства поверена закупом од владе САД плаћала је закуп од 50.000 долара годишње и поред тога 2,62½ долара по кожи за укупан број ухваћених фока. Коже су транспортоване у Лондон да би биле прерађене у одела и припремљене за светска тржишта. Посао је толико нарастао да су зараде енглеских радника након аквизиције Аљаске од стране Сједињених Држава до 1890. године износила 12.000.000 долара. 
Међутим, ексклузивна америчка контрола над овим ресурсом је на крају доведена у питање, а контроверза у Беринговом мору је резултирала када су Сједињене Државе заплениле преко 150 бродова за лов на фоке који су вијорили британску заставу, које су имале базу на обали Британске Колумбије. Сукоб између Сједињених Држава и Британије решио је арбитражни суд 1893. године. Воде Беринговог мора су сматране међународним водама, супротно тврдњи САД да су оне унутрашње море. Од САД се тражило да изврше уплату Британији, а обе нације су морале да поштују прописе који су донети за очување фока. 

## Финансијски повратак
Куповина Аљаске се помиње као „подрумски уговор са повољним ценама“  и као главно позитивно достигнуће председништва Ендруа Џонсона.  
Економиста Дејвид Р. Баркер тврди да америчка савезна влада није зарадила позитиван финансијски повраћај од куповине Аљаске. Према Баркеру, порески приходи и накнаде за руде и енергију савезној влади били су мањи од федералних трошкова управљања Аљаском плус камате на позајмљена средства коришћена за куповину. 
Џон М. Милер је наставио са овим аргументом тврдећи да америчке нафтне компаније које су развиле нафтне ресурсе на Аљасци нису зарадиле довољно профита да надокнаде ризике које су претрпеле. 
Други економисти и историчари, укључујући Скота Голдсмита и Теренса Кола, критиковали су метрику која се користи за доношење тих закључака напомињући да већина суседних западних држава неће успети да испуне границу „позитивног финансијског приноса“ користећи исте критеријуме и тврдећи да гледајући на повећање нето националног дохотка, уместо само прихода америчког трезора, дало би много тачнију слику финансијског поврата Аљаске као инвестиције. 

## Дан Аљаске
Дан Аљаске обележава годишњицу формалне предаје Аљаске Сједињеним Државма, која се догодила 18. октобра 1867. године, по грегоријанском календару (6. октобра по јулијанском календару). Следећег дана, Аљаска је прешла са јулијанског на грегоријански календар, а локална временска зона је промењена, са 14:58:40 испред Гринича у 9:01:20 иза Гринича. Дан Аљаске је празник свих радника у државним установама.